# 南京李宗仁公馆旧址
李宗仁公馆旧址位于中国江苏省南京市鼓楼区傅厚岗30号（原68号），现为江苏省省级机关第一幼儿园。

## 历史
该建筑始建于1934年7月，原属国民政府军委会办公厅副主任、首都警察厅厅长姚琮所有。1937年8月前来南京参加国防会议的中共中央和红军代表朱德和叶剑英曾下榻于此。抗日战争胜利后曾相继租与捷克大使馆和励志社，1947－1949年入住李宗仁及其随员，期间李宗仁相继出任国民政府副总统和代总统。
建筑坐北向南，前有庭院，以西式带阁楼与地下室的三层楼房为主楼，北面以走廊连接楼后的两幢平房，另包括门房一幢，共有房间22间。主楼采用砖混结构，南部入口处设有短外廊，并用于挑出二层阳台。